# Qaşliq
Qaşliq, također İskär, nekadašnja je tvrđava na utoku Sibirke u Irtiš, nazvana i Sibir (u XVI stoljeću: Sybyr) po tatarskom plemenu Seber. Osnovana je u XIV. stoljeću, bila je vojni i upravni centar Sibirskog Kanata. Razorio ju je 1582. kozački ataman Jermak Timofejevič.